# The Order of the Stick
The Order of the Stick (często skracane do OotS) – postmodernistyczny komiks internetowy, w którym obiektem satyry jest m.in. drużyna postaci z gry fabularnej Dungeons & Dragons oraz system d20.
Pomimo że to komiks internetowy, pojawiło się już dziewięć zbiorów opowieści wydanych w formie papierowej (trzy z tych zbiorów – On the Origin of PCs, Start of Darkness i Good Deeds Gone Unpunished pokazują jedynie historie, które nie pojawiły się w internecie). Komiks pojawił się także w magazynie Dragon od numeru 338 (grudzień 2005).
Liczba sprzedanych przedpremierowo egzemplarzy pierwszego papierowego wydania komiksu (Dungeon Crawlin' Fools) sprawiła, że autor, Rich Burlew, porzucił dotychczas wykonywaną przez siebie pracę i zajął się wyłącznie tworzeniem kolejnych odcinków. Sprawiło to, że liczba ukazujących się w ciągu tygodnia odcinków wzrosła z dwóch (poniedziałek i czwartek) do trzech. Jednakże 7 lipca 2007 Rich ogłosił, iż w związku z problemami zdrowotnymi z powrotem obniży tempo prac. W efekcie „nie ma żadnego terminarza” (oryg. there is no schedule) wydawania nowych odcinków komiksu.
Zarówno scenariusz komiksu jak i grafika (charakterystyczna prostota rysowanych postaci) jest autorstwa Richa Burlewa, grafika i twórcy gier mieszkającego w Filadelfii. Większość rysunków jest wykonywana za pomocą komputera, scenki historyczne są natomiast rysowane ręcznie za pomocą kredek, by można je było łatwo odróżnić od dziejących się aktualnie wydarzeń. Autor wielokrotnie zmieniał sposób rysowania, oddając coraz więcej szczegółów, lecz zachowując prostotę ukazania twarzy postaci, co jest w zabawny sposób skomentowane w odcinku 339.

## Świat komiksu
Duża część humoru w komiksie bierze się z pomysłu, iż bohaterowie są świadomi zasad gry, w której są „pionkami” – w ich codziennych dyskusjach można znaleźć takie tematy jak ilość punktów życia, ich klasy postaci, szanse na losowe spotkanie (z potworem). Mówią do sobie jako o postaciach gracza (ang. PC - Player Character) natomiast o innych jako o bohaterach niezależnych, zatrzymują się w trakcie walki i sprawdzają swoje premie do ataku, czasami nawet dostają (prawdopodobnie od niewidocznego mistrza gry) bonusy za „odgrywanie", gdy np. wygłaszają dramatyczne monologi o swojej historii. Zdarzenia dziejące się w komiksie to wydarzenia z sesji rozgrywanej przez niewidocznych graczy, mimo to są one traktowane w komiksie jako prawdziwe – można powiedzieć, że prawa rzeczywistości są tam konfrontowane z zasadami gry Dungeons & Dragons. Postacie w komiksie są także świadome tego, że są bohaterami owego komiksu.
Świat, w którym przebywają postacie jest typowym światem z gry D&D – działa tam magia, pojawiają się także potwory. Mimo iż świat ten przypomina średniowiecze, znajdują się w nim elementy do średniowiecza niepasujące – zarówno społecznie (np. wolny dostęp do szkolnictwa) jak i technologicznie (np. ekspresy do kawy). Poza tym bohaterowie wspominają niekiedy, zwłaszcza w żartach, o różnych elementach naszego świata, takich jak np. hollywoodzcy aktorzy. Pojawiły się także fragmenty fabuły parodiujące książki takie jak Diuna i Gwiezdny pył.
W komiksie były wymienione trzy główne obszary geograficzne świata: Północne Krainy (ang. Northern Lands), Południowe Krainy (ang. Southern Lands) oraz Zachodni Kontynent (ang. Western Continent). Północne Krainy odpowiadają średniowiecznej Europie z tą jednak różnicą, że wśród mieszkańców występuje znacznie większa różnorodność, jeśli chodzi o ich kolory skóry. Na przykład Roy Greenhilt i jego rodzina mają kolor skóry ciemnobrązowy, a nie pojawiła się informacja, by wywodzili się z innego rejonu świata lub kultury niż postacie mające skórę jasną. Inne postacie (jak na przykład prawnik Phil Rodriguez) mają trzeci (jasnobrązowy) kolor skóry. Przedstawiciele innych ras często występujący w D&D, jak na przykład krasnoludy lub gnomy, mają skórę zarówno ciemną jak i jasną. Południowe krainy odpowiadają Azji, np. mieszkańcy Azure City są rasy żółtej i mają kulturę opartą na zwyczajach feudalnej Japonii. Zachodni Kontynent jest w dużej mierze pustynny, znaczną część zamieszkującej go populacji stanowią jaszczuroludzie i występują tam dinozaury.
W świecie OotS istnieją także trzy główne panteony: Bogowie Północy (ang. Northern Gods), wyznawani przez krasnoludy i ludzi żyjących w Północnych Krainach. Bogowie ci są oparci na bogach z mitologii nordyckiej natomiast Bogowie Południa (ang. Southern Gods) (często określani przez swoich wyznawców jako Dwunastu Bogów; ang. Twelve Gods) to zwierzęta z chińskiego zodiaku. Trzeci panteon, Bogowie Zachodu (ang. Western Gods) są oparci na bogach starożytnego Bliskiego Wschodu takich jak na przykład Marduk czy Tiamat, której wyznawcą jest Wyrocznia (ang. Oracle). Czwarty, oparty na bogów starożytnej Grecji panteon, został zniszczony, zanim powstał ten świat, przez Snarla i jest nieznany większości mieszkańców świata.
Niektóre rasy, w tym elfy i gobliny mają swych własnych bogów lub półbogów, takich jak na przykład Bóg Wiedzy (ang. God of Knowledge) Vaarsuviusa czy Ciemny (ang. Dark One) Redcloaka. Tak jak w D&D bogowie są bardzo realni; Thor i inni pojawiali się w komiksie wielokrotnie. Każdy z panteonów ma większą kontrolę nad terenem, od którego bierze on swoją nazwę – przykładowo Tygrys (jeden z Bogów Południa) nie pozwolił Thorowi na bezpośrednią interwencję w wydarzenia mające miejsce w Południowych Krainach.
Różne podręczniki do D&D istnieją także w świecie, w którym przebywają bohaterowie komiksu. Przykładowo Redcloak przeglądał różne bestiariusze by wybrać, którego z nieumarłych sług ma przywołać, natomiast Julio Scoundrél znalazł swoją klasę prestiżową, Dziarski Szermierz (ang. Dashing Swordsman) w jednym z dodatków.

## Bohaterowie

### Protagoniści
Główni bohaterowie pojawiający się w komiksie (znani wspólnie jako The Order of the Stick) to:
- Roy Greenhilt (ludzki wojownik, o charakterze praworządnym dobrym[7]): Odwrotność stereotypowego wyobrażenia „głupiego wojownika”[8]. Walczy dwuręcznym mieczem z charakterystyczną zieloną rękojeścią (ang. green = zielony, hilt = rękojeść). Inteligentny i bystry, inicjuje większość przygód drużyny.
- Durkon Thundershield (krasnoludzki kapłan, praworządny dobry[potrzebny przypis]): Walczy uzbrojony w młot i tarczę oraz duży asortyment kapłańskich zaklęć. Jest (zgodnie ze stereotypem) mądry i rozważny, często też zaskakują go wyczyny jego przyjaciół. Podróżował z Royem co najmniej trzy lata przed założeniem drużyny Order of the Stick. W odróżnieniu od Belkara ma swój własny „zestaw” problemów, z którymi musi sobie radzić, rzadko jednak o nich wspomina (przykłady to między innymi: strach przed drzewami i łatwowierność).
- Vaarsuvius (elfi czarodziej, (całkowicie) neutralny[9]): błyskotliwy i potężny, a przy tym odrobinę aspołeczny i nadmiernie gadatliwy. Płeć tej postaci jest celowo niepewna. Jest najstarszym z członków drużyny - ma ponad sto lat, lecz ze względu na powolne dorastanie elfów jest wciąż młody. Podobnie jak inni pojawiający się w komiksie czarodzieje nie używa w walce broni.
- Haley Starshine (ludzka kobieta, łotrzyk, charakter chaotyczny dobry[10]): drużynowa łuczniczka. Zwykle chciwa materialistka potrafi jednak czasami pokazać się z altruistycznej strony. Walczy za pomocą długiego łuku.
- Elan (ludzki bard/dziarski szermierz, chaotyczny dobry[11]) to zachowujący się dziecinnie bard urzeczywistniający stereotyp „głupi ma zawsze szczęście”. Nie jest zbyt inteligentny, ma za to złote serce. Zwykle „chce dobrze”, ale osiąga sukces dzięki wewnętrznemu urokowi i nadmiarowi szczęścia. Z początku w bitwie korzystał głównie z pieśni barda, lecz z czasem staje się coraz lepszy w walce rapierem i w korzystaniu z zaklęć.
- Belkar Bitterleaf (niziołek tropiciel/barbarzyńca, chaotyczny zły[12]): Szalony i morderczy, lecz wciąż uroczy niziołek, kierujący się własną impulsywnością. Walczy dwoma sztyletami i z chęcią użyłby ich na kolegach z drużyny, żeby tylko zyskać punkty doświadczenia.

### Antagoniści
Główni antagoniści występujący w komiksie:
- Xykon (licz czarownik) jest bardzo potężnym liczem, którego plan zdobycia nieograniczonej potęgi stawia cały świat w niebezpieczeństwie. Ma raczej luźne podejście do wszystkiego i rzadko bywa poważny.
- Redcloak (ang. red = czerwony, cloak = płaszcz) (gobliński kapłan) to prawa ręka Xykona. Gobliński kapłan o wielkiej mocy, który prawie zawsze jest bardziej kompetentny niż jego szef. Określa samego siebie jako High Priest of the Dark One (ang. Najwyższy Kapłan Ciemnego). Miko z kolei nazwała go Nosicielem Szkarłatnej Opończy (ang. The Bearer of the Crimson Mantle). Nienawidzi ludzi, których postrzega w takich sposób, w jaki ludzie postrzegają goblinoidy. W szczególności nie znosi on Szafirowej Straży (ang. Sapphire Guard), której członkowie chcą zabić każdego właściciela Szkarłatnej Opończy, gdyż stanowią oni zagrożenie dla Bram.
- Tsukiko (ludzka kobieta, jej klasa to "mystic theurg") przyłączyła się do Xykona podczas oblężenia Azure City.
- Linear Guild to wroga drużyna poszukiwaczy przygód złożona z postaci będących przeciwieństwami członków Order of the Stick. Jest prowadzona przez złego brata bliźniaka Elana – Nale'a.
- IFCC – grupa reprezentująca interesy sfer niższych w walce o sporze decydującym o losach Bram, która stara się manipulować innymi postaciami dla ich własnych celów. Służy im dziewczyna Nale'a, Sabine.
- Generał Tarquin i jego stara drużyna złych bohaterów. OoTS spotykają ich na Zachodnim Kontynencie.
- Miko Miyazaki (ludzka kobieta, mnich/paladyn): paladynka wysłana przez Lorda Shojo z rozkazem aresztowania OotS. Doszła do wniosku, że Order of the Stick są w zmowie z Xykonem. Jej przekonania doprowadziły ją do zamordowania jej przełożonego, Lorda Shojo – ten czyn spowodował jej upadek jako paladyna[13]. Zniszczyła Bramę Soona, by powstrzymać Xykona i Redcloaka przed jej zdobyciem, co spowodowało eksplozję, w wyniku której zginęła.

### Inne postaci
- Lord Shojo (arystokrata 14. poziomu, chaotyczny dobry), to władca Azure City, dowódca Szafirowej Straży który kazał sprowadzić Miko tytułowych bohaterów i został później przez nią zabity.
- Hinjo (paladyn, praworządny dobry) to syn i następca Lorda Shojo, współpracujący później z głównymi bohaterami.
- O-Chul (paladyn, praworządny dobry) to paladyn Szafirowej Gwardii, który został później jeńcem Xykona.
- Order of the Scribble – grupa bohaterów, która stworzyła Bramy i zapewniła im ochronę. Jej przywódcą był Soon Kim, założyciel Szafirowej Straży.
- Monster in the Dark, czyli "Potwór w mroku" to tajemnicza i bezimienna istota będąca formalnie współpracownikiem Xykona, który ukrywa jego wygląd za pomocą magicznej ciemności. Dysponuje wielką siłą i jest bardzo odporny na obrażenia, lecz także dziecinny i zupełnie nie nadaje się na strasznego potwora, jakim Xykon chce żeby był.

## Fabuła
Komiks opisuje perypetie drużyny poszukiwaczy przygód i innych postaci, uczestniczących w konflikcie toczącym się o los magicznych Bram, mających chronić świat przed zagładą. Większość postaci (w tym tytułowi bohaterowie), przynajmniej z początku, nie ma o Bramach pojęcia i realizuje inne cele. Dla OotS takim celem jest zniszczenie Xykona, co jak się później okazuje jest również konieczne dla ochrony Bram.

## Nagrody
The Order of the Stick był nominowany do ośmiu nagród Web Cartoonist's Choice Awards z których wygrał pięć. Zdobył tytuły Best Gaming Comic i Best Long Form Comic w roku 2007, Best Fantasy Comic w 2006 oraz (remisem) Best Fantasy Comic w 2005. No Cure for the Paladin Blues, drugi z komiksów, które ukazały się drukiem był nominowany w 2007 roku do nagrody ENnie.

## Wydania papierowe
- The Order of the Stick: Dungeon Crawlin' Fools (wolumin pierwszy) (styczeń 2005) ISBN 0-9766580-0-3
- The Order of the Stick: On the Origin of PCs (wolumin „zerowy”) (sierpień 2005) ISBN 0-9766580-1-1
- The Order of the Stick: No Cure for the Paladin Blues (wolumin drugi) (listopad 2006) ISBN 0-9766580-3-8
- The Order of the Stick: Start of Darkness (wolumin „minus pierwszy”) (czerwiec 2007) ISBN 978-0-9766580-4-7
- The Order of the Stick: War And XPs (wolumin trzeci) (sierpień 2008) ISBN 978-0-9766580-5-4
- The Order of the Stick: Don't Split the Party (wolumin czwarty) (listopad 2009) ISBN 978-0-9766580-6-1
- The Order of the Stick: Snips, Snails, and Dragon Tales (wolumin D) (2011) ISBN 978-0-9766580-7-8
- The Order of the Stick: Blood Runs in the Family (wolumin piąty) (grudzień 2014) ISBN 978-0-9766580-8-5
- The Order of the Stick: Good Deeds Gone Unpunished (wolumin 1/2) (2018) ISBN 978-0-9766580-9-2
- The Order of the Stick: Utterly Dwarfed (wolumin szósty) (grudzień 2019)

## Gry planszowe
Wraz z firmą APE Games, Giant in the Playground wydało pierwszą grę związaną z OotS – The Order of the Stick Adventure Game: The Dungeon of Dorukan. Gra ukazała się w październiku 2006 roku. Była silnie inspirowana grami Talisman oraz Dungeon! oraz mniej znaną grą Kings & Things.
The Dungeon of Dorukan jest przeznaczona dla 2 do 6 graczy mających ponad 12 lat. Każdy z graczy kontroluje jedną z postaci z drużyny OotS, przemierza lochy i poluje na Xykona. Gracz może ulepszać swoją postać za pomocą różnego rodzaju kart. Gracze mogą zarówno pomagać jak i szkodzić swoim kolegom z drużyny.
Druga samodzielna gra, The Order of the Stick Adventure Game: The Linear Guild miała się ukazać w 2008 roku, lecz ją anulowano.